# Michael R. D. Foot
Ne doit pas être confondu avec le politique britannique Michael Foot.
Pour les articles homonymes, voir Foot.
Michael Richard Daniell Foot, ou Michael Foot, ou encore M. R. D. Foot, né le 14 décembre 1919 à Londres, mort le 18 février 2012 à Royston, est un historien britannique du XXe siècle.

## Biographie
Issu d’une famille de militaires (arrière-petit-neveu d’un Premier Lord de l’Amirauté, petit-fils d’un général, fils d’officier), Michael Foot fait ses études au Winchester College et au New College d’Oxford. 
Il s’engage dans l’armée britannique lors du déclenchement de la Seconde Guerre mondiale, et sert dans l’Artillerie. En août 1944, officier du Special Air Service (SAS), il est parachuté en France, près de Saint-Nazaire, pour tenter d’éliminer un officier tortionnaire de la Gestapo. Fait prisonnier et torturé, il réussit à s’évader trois fois, en étant repris à chaque fois. La troisième fois, il est maltraité par des paysans, qui le remettent aux Allemands. Finalement, il échappe à l’exécution, en faisant l’objet d’un échange avec un officier de sous-marin allemand.  Il sera décoré pour ses services dans la Résistance française en Bretagne.
En 1947, il enseigne l’histoire et la politique au Keble College de l’université d’Oxford. 
En 1960, il est désigné par le gouvernement britannique de Harold Macmillan, répondant à des questions de parlementaires, pour écrire l'histoire « officielle » de l’action en France, pendant la Seconde Guerre mondiale, du service secret Special Operations Executive (SOE), en s’appuyant sur les documents d’archives. L’ouvrage paraît en 1966. Le Foreign Office en ayant interdit la traduction en français pendant plus de quarante ans, il a fallu attendre 2008 pour qu'une telle édition soit disponible, aux éditions Tallandier, sous le titre Des Anglais dans la Résistance.
De 1965 à 1973, il est titulaire de la chaire d’histoire moderne à l’université de Manchester.
En 1973, il devient directeur des études au European Discussion Center du Foreign Office (Wilton Park, Sussex de l'Ouest).

## Œuvres
- 1952 (juillet). (en) Great Britain and Luxemburg 1867, English Historical Review.
- 1952. (en) Gladstone and Liberalism, avec J. L. Hammond.
- 1956. (en) British Foreign Policy since 1898
- 1961. (en) Men in Uniform: Military Manpower in Modern Industrial Societies
- 1966. (en) SOE in France : An Account of the Work of the British Special Operations Executive in France, 1940-1944 (Government Official History), Whitehall History Publishing, in association with Frank Cass Publishers, juin 2004, 3e éd., 584 p. (ISBN 978-0-415-40800-4)1re édition : 1966 (London, Her Majesty's Stationery Office, HMSO), 2e édition : 1968 (édition révisée)
  - (fr) Michael R. D. Foot (trad. de l'anglais par Rachel Bouyssou, préf. Jean-Louis Crémieux-Brilhac), Des Anglais dans la Résistance : le Service Secret Britannique d'Action (SOE) en France 1940-1944, Paris, Éd. Tallandier, coll. « Histoires d'aujourd'hui », mars 2008, 1re éd., 799 p. (ISBN 978-2-84734-329-8)
  - (fr) Michael R. D. Foot (trad. de l'anglais par Rachel Bouyssou, préf. Jean-Louis Crémieux-Brilhac), Des Anglais dans la Résistance : le SOE en France 1940-1944, Paris, Éd. Tallandier, coll. « Texto », mars 2011, 2e éd., 799 p. (ISBN 978-2-84734-766-1)Édition de poche
- 1968. (en) The Gladstone Diaries, editor, Oxford Clarendon
- 1973. (en) War and Society: Historical Essays in Honour and Memory of J. R. Western 1926-1971, editor
- 1974. (en) Thank God We Kept the Flag Flying: Siege and Relief of Ladysmith 1899-1900
- 1977. (en) Resistance - An Analysis of European Resistance to Nazism 1940-1945
- 1978. (en) Six Faces of Courage. Secret Agents against Nazi tyranny, preface par R.V. Jones, Eye Methuen Ltd, 1978 ; édition revue, Leo Copper, 2003

- 1979. (en) MI9: Escape or Evasion, with James Maydon Langley
- 1982. (en) Little Resistance: Teenage English Girl's Adventures in Occupied France, avec Antonia Hunt
- 1984. (en) SOE, The Special Operations Executive 1940-1946
- 1990. (en) Art and War: Twentieth Century Warfare as Depicted By War Artists
- 1991. (en) Open and Secret War, 1938-1945
- 1995. (en) Oxford Companion to World War II, avec I. C. B. Dear
- 1997. (en) Foreign Fields: The Story of an SOE Operative
- 1999. (en) Dr. Strangelove I Presume
- 2001. (en) SOE in the Low Countries
- 2002. (en) Secret Lives: Lifting the Lid on Worlds of Secret Intelligence, editor
- 2004. (en) The Next Moon: The Remarkable True Story of a British Agent Behind the Lines in Wartime France (2004), avec Ewen Southby-Tailyour et Andre Hue
- 2008. (en) Memories of an SOE Historian
- 2011. (en) SOE's Prosper Disaster of 1943, article écrit avec Francis J. Suttill, in « Intelligence and National Security », février 2011.
- 2011. (en) SOE and The Resistance: As Told in Times Obituaries, avec Michael Tillotson, Continuum Publishing Corporation,  (ISBN 9781441119711)

Préface
- 2004. (en) Brooks Richards (préf. M.R.D. Foot), Secret Flotillas, vol. 2 : Clandestine Sea Operations in the Western Mediterranean, North Africa and the Adriatic, 1940-1944, Routledge, mars 2004, 2e éd., 392 p. (ISBN 978-0-7146-5314-3, lire en ligne)

## Décorations
- France :  Croix de guerre 1939-1945 (1945)
- Royaume-Uni : commandeur de l’Ordre de l'Empire britannique (CBE), 2001
- Pays-Bas :  Officier de l'ordre d'Orange-Nassau (1989)

## Famille
- Son père : Richard, (en) brigadier
- Son grand-père paternel : (en) major general
- Mariages : 
  - de 1945 à 1960 : Philippa Bosanquet, philosophe ;
  - de 1960 à 1972 :  Elizabeth King (un fils Richard et une fille Sarah) ;
  - de (?) : Mirjam Michaela Romme

## Sources
- (en) Cet article est partiellement ou en totalité issu de l’article de Wikipédia en anglais intitulé « M. R. D. Foot » (voir la liste des auteurs).
- Articles nécrologiques :
  - (en) The Guardian, 21 février 2012 - The Daily Telegraph - The Times
  - (fr) Jean-Louis Crémieux-Brilhac, « Michael R. D. Foot : agent puis historien des réseaux britanniques de la Résistance », Le Monde,‎ 29 février 2012, p. 25